# ソロヴェツキー諸島
ソロヴェツキー諸島（露: Солове́цкие острова́）は、白海オネガ湾に浮かぶ6つの島で構成される諸島である。ソロフキ(露: Соловки́)というポモール方言の別名でも呼ばれる。行政上はロシアのアルハンゲリスク州に属すソロヴェツキー区である。ソロフキ空港が所在する。面積347km2、人口968人（2002年の調査）。

## 地理
ソロヴェツキー諸島は6つの島から構成されている。
- ボリショイ・ソロヴェツキー島（英語版）（Bolshoy Solovetsky Island） - 246 km2
- Anzersky Island (Anzer) - 47 km2
- Bolshaya Muksalma - 17 km2
- Malaya Muksalma - 0.57 km2
- Bolshoy Zayatsky - 1.25 km2
- Maly Zayatsky - 1.02 km2

諸島の海岸線はとても入り組んでいる。島は花崗岩や片麻岩から成っている。地形は丘が多く、最高地点は107mである。諸島の大半はヨーロッパアカマツとオウシュウトウヒからなる森林で覆われ、一部は沼地となっている。多くの湖があり、修道士たちにより運河のネットワークを構成するように互いに連結されている。

## 修道院

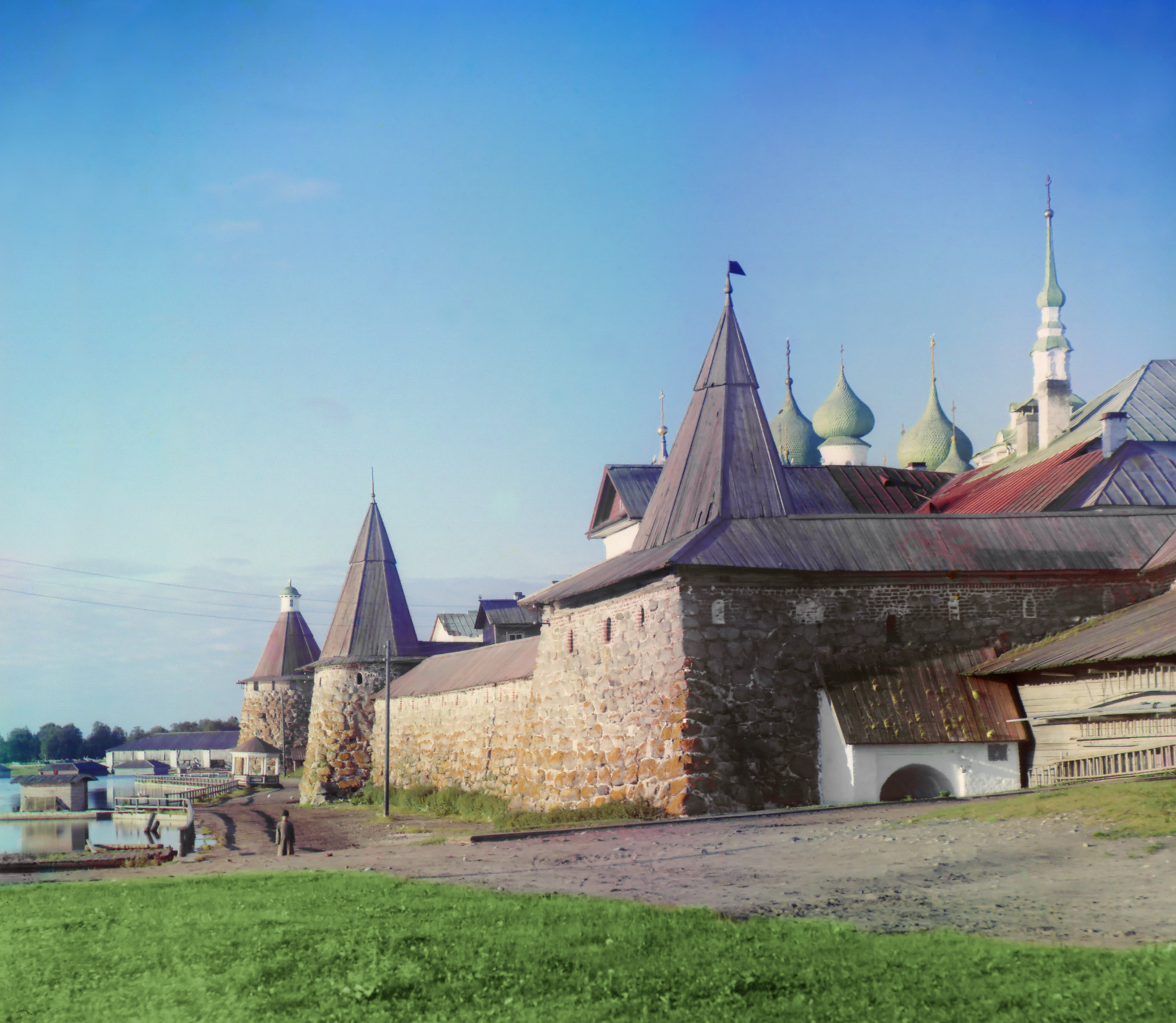
ソロヴェツキー修道院

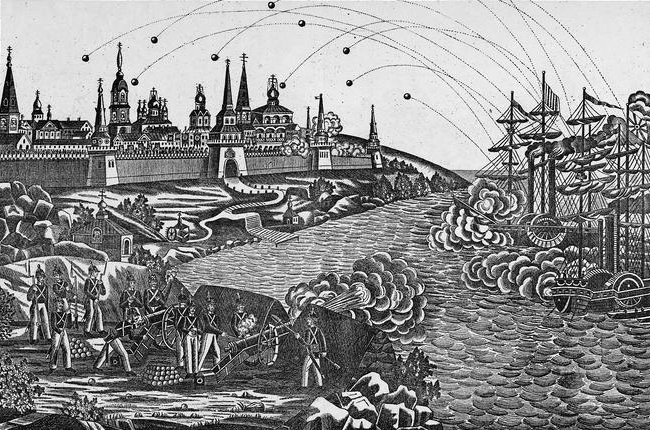
クリミア戦争中のイギリス海軍によるソロヴェツキー修道院への砲撃。1868年のルボーク画。

歴史的には、諸島はロシア正教のソロヴェツキー修道院で知られている。この名高い修道院は、キリロ＝ベロゼルスキー修道院からやってきた修道士サヴァティとゲルマンにより、15世紀後半に創建された。16世紀後半までに修道院はもっとも裕福な地主となり、またロシアにおけるもっとも影響力のある聖地となった。
現在の拠点とその主要な教会はイヴァン4世統治期初期に、モスクワ府主教フィリップ2世の依頼で石で建造された。17世紀のニーコンの改革とそれに続く古儀式派への迫害はこの修道院にも及んだ。修道士たちは従来の信仰を変えることなく、ツァーリの代理人を追放したため、ツァーリアレクセイの軍隊による8年に及ぶソロヴェツキー修道院包囲攻撃を招き、最終的に多数の修道士が殺害された。
ロシアの帝政期を通じて、修道院は強固な要塞として知られ、リヴォニア戦争（16世紀）、大動乱期（17世紀）、クリミア戦争（19世紀）、ロシア内戦（20世紀）と外敵を退け続けた。

## 強制収容所
ロシア十月革命後、諸島はソビエト連邦最初の強制収容所となり、他のソビエトのグラグ（強制労働収容所・矯正収容所）のモデルとなった。レーニンがまだソビエトを統治していた1921年、収容所として開設された。収容所の規模はヨシフ・スターリンの時代に一気に拡大され、1923年の頃には4000人収容していたのが、1927年頃には2万人、1930年代はじめには65万人（大陸にある複数の支所収容所含む）もの人々がここへ連れてこられ、奴隷労働を強いられるようになった。飢餓と伝染病と看守の暴行などにより何万という囚人がここで死亡した。特に1929年にはチフスの伝染で一気に2万人が死亡している。

## 強制収容所閉鎖後
第二次世界大戦前夜の1939年に閉鎖された。ソビエト政府は諸島の戦略的な価値に気付き、戦争の開始とともに北方艦隊の基地が置かれたためである。
1974年、ソロヴェツキー諸島は歴史・建築博物館と自然保護区として指定された。1992年に「中世の宗教コミュニティの信仰・不屈・進取性を表す、北部ヨーロッパの荒涼たる環境における修道施設の傑出した例」として、ソロヴェツキー諸島の文化と歴史遺産群が世界遺産に登録された。現在ではロシア北部における代表的な観光地となっている。ケミからの船またはアルハンゲリスクからの飛行機で行くことができる。

## 世界遺産

### 登録基準
この世界遺産は世界遺産登録基準のうち、以下の条件を満たし、登録された（以下の基準は世界遺産センター公表の登録基準からの翻訳、引用である）。
- (4) 人類の歴史上重要な時代を例証する建築様式、建築物群、技術の集積または景観の優れた例。

### ギャラリー

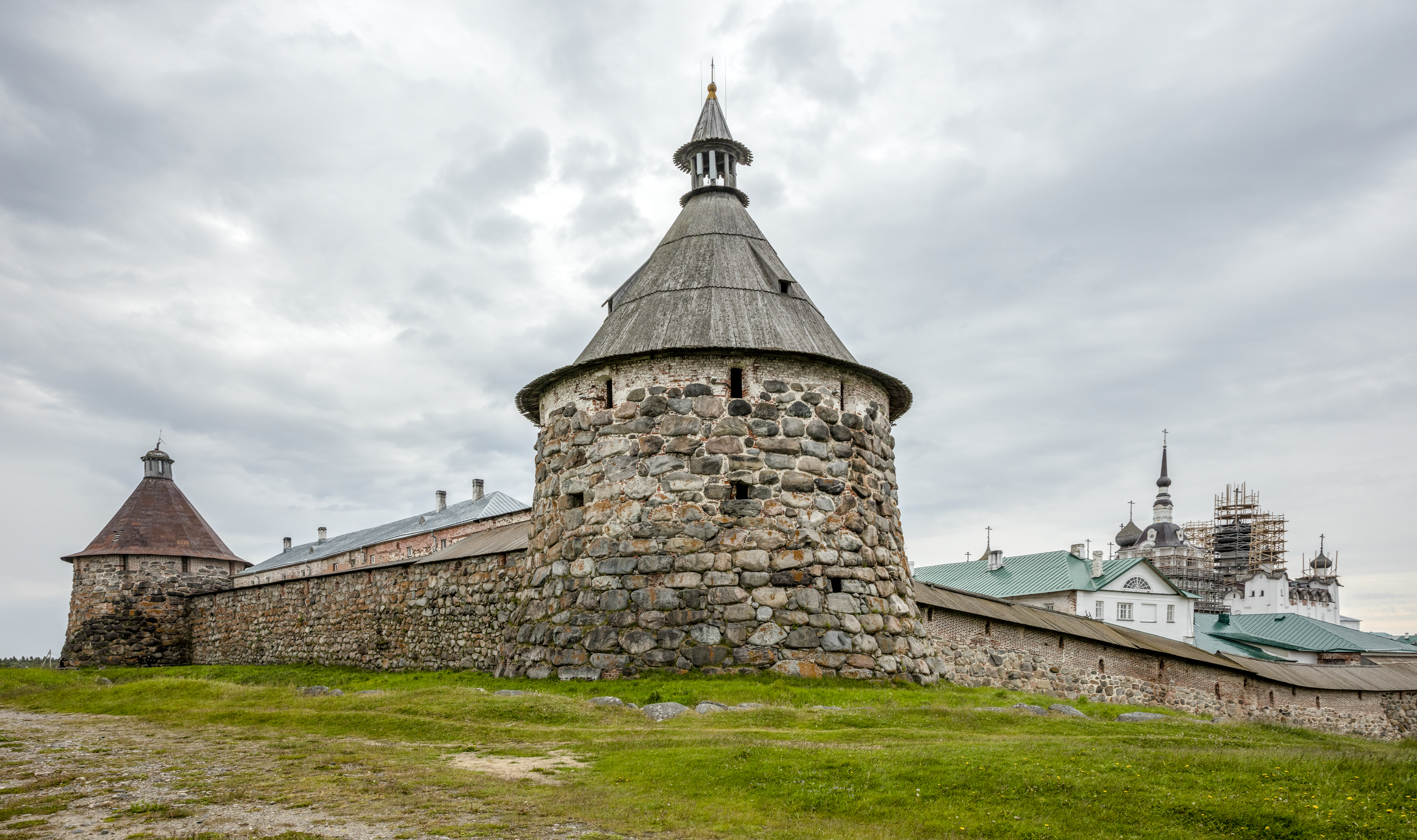
ソロヴェツキー修道院の塔
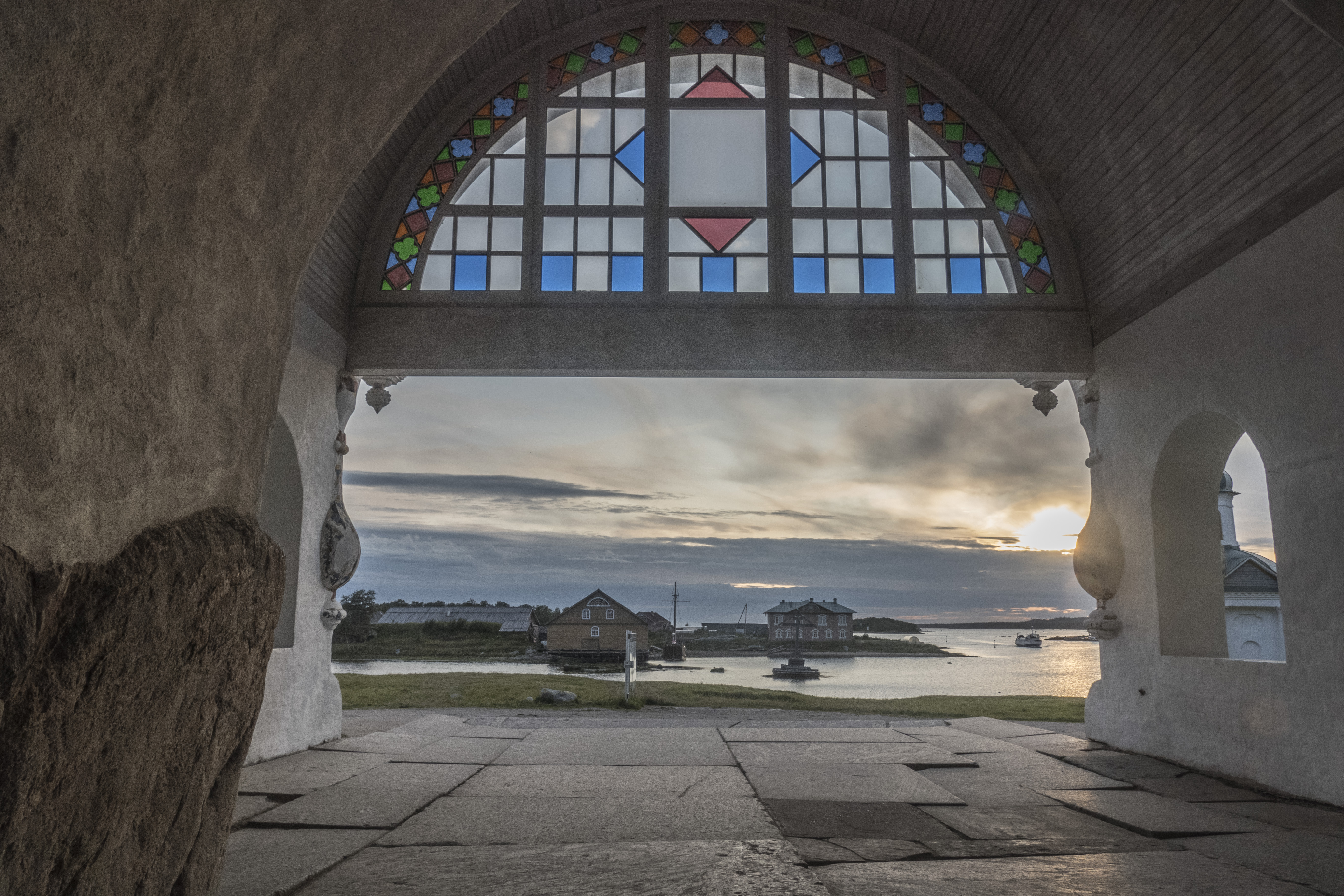
修道院の聖なる門
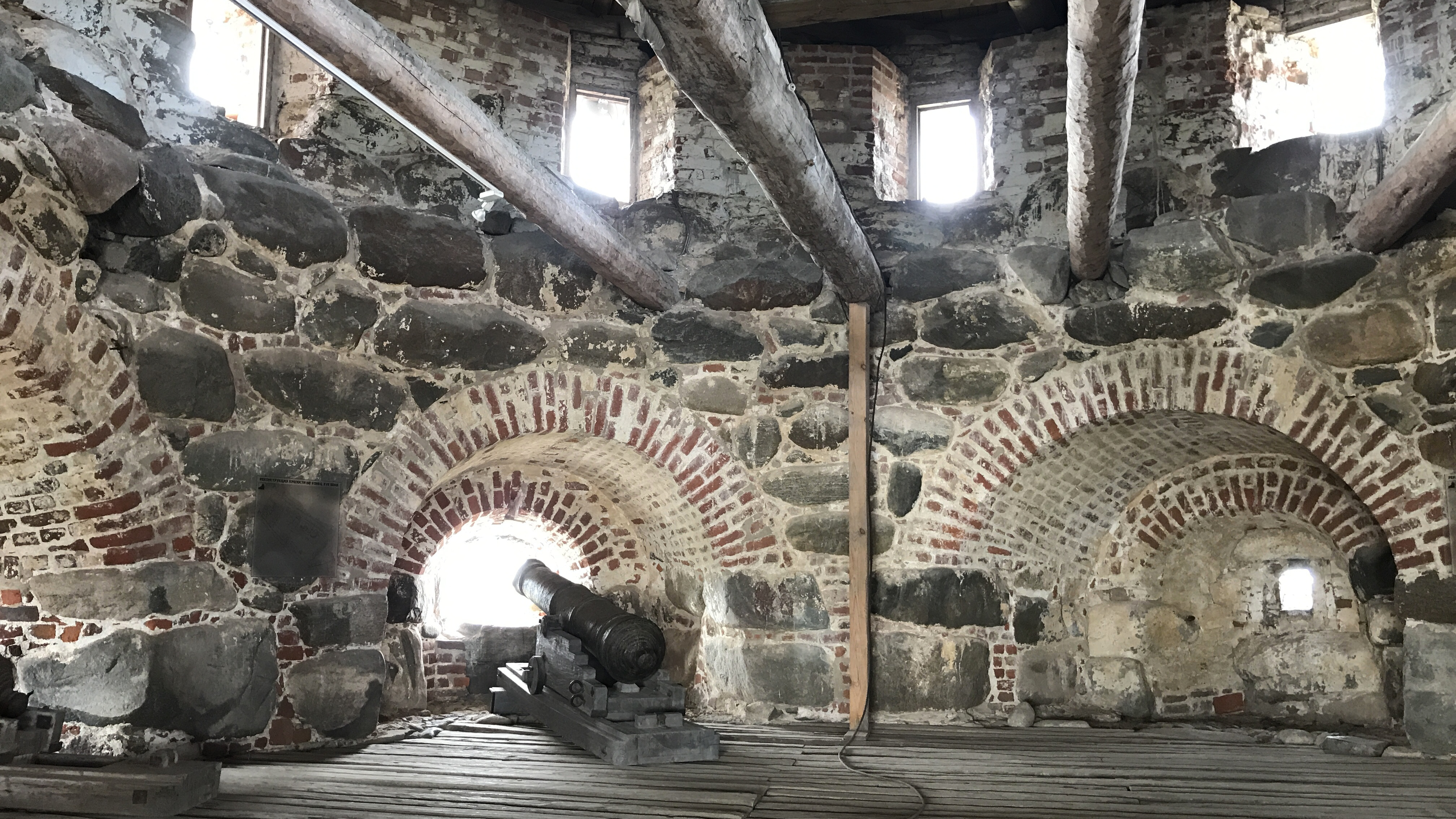
ソロヴェツキー修道院の砦
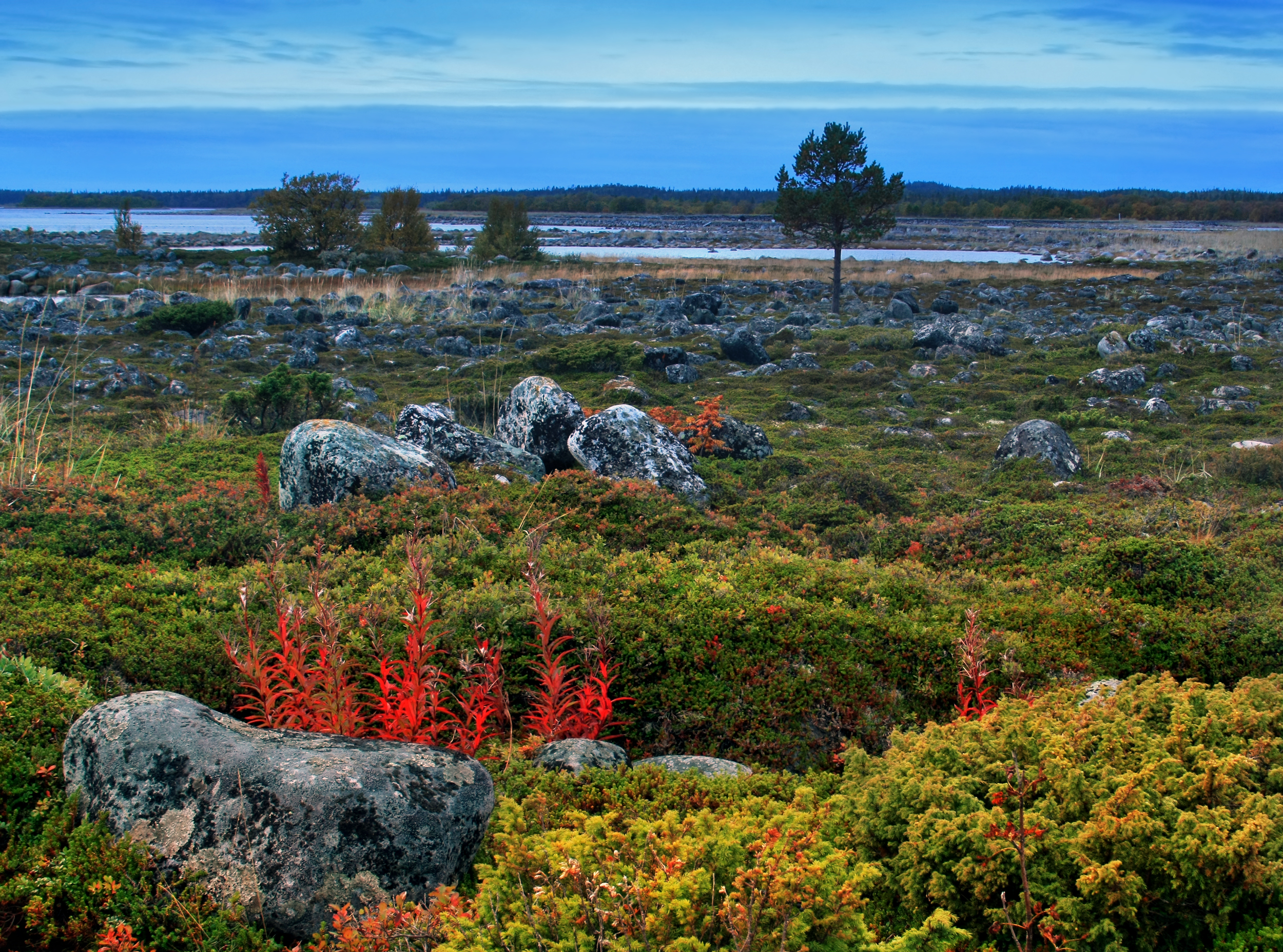
秋のツンドラ
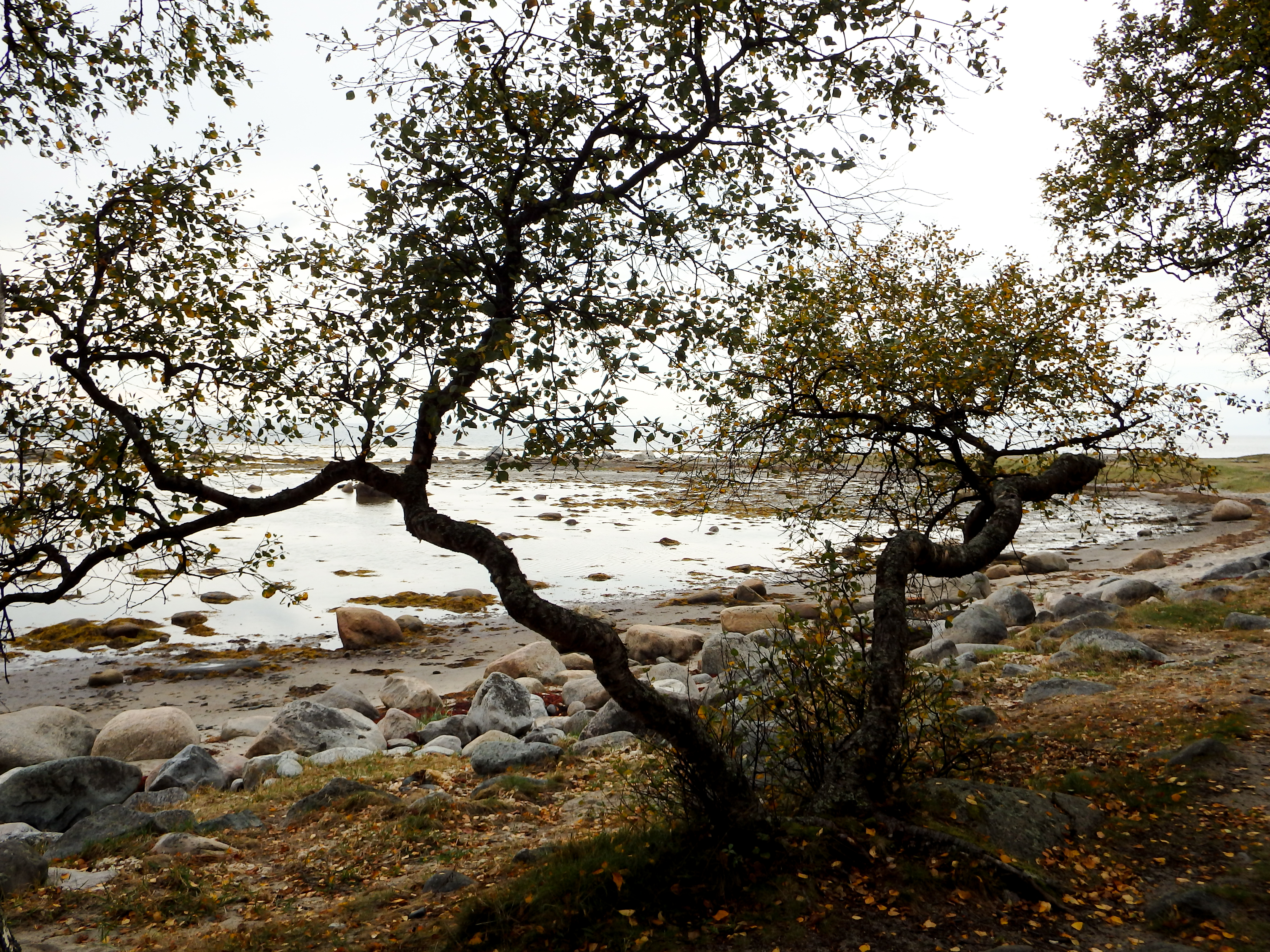
風で歪んだ木
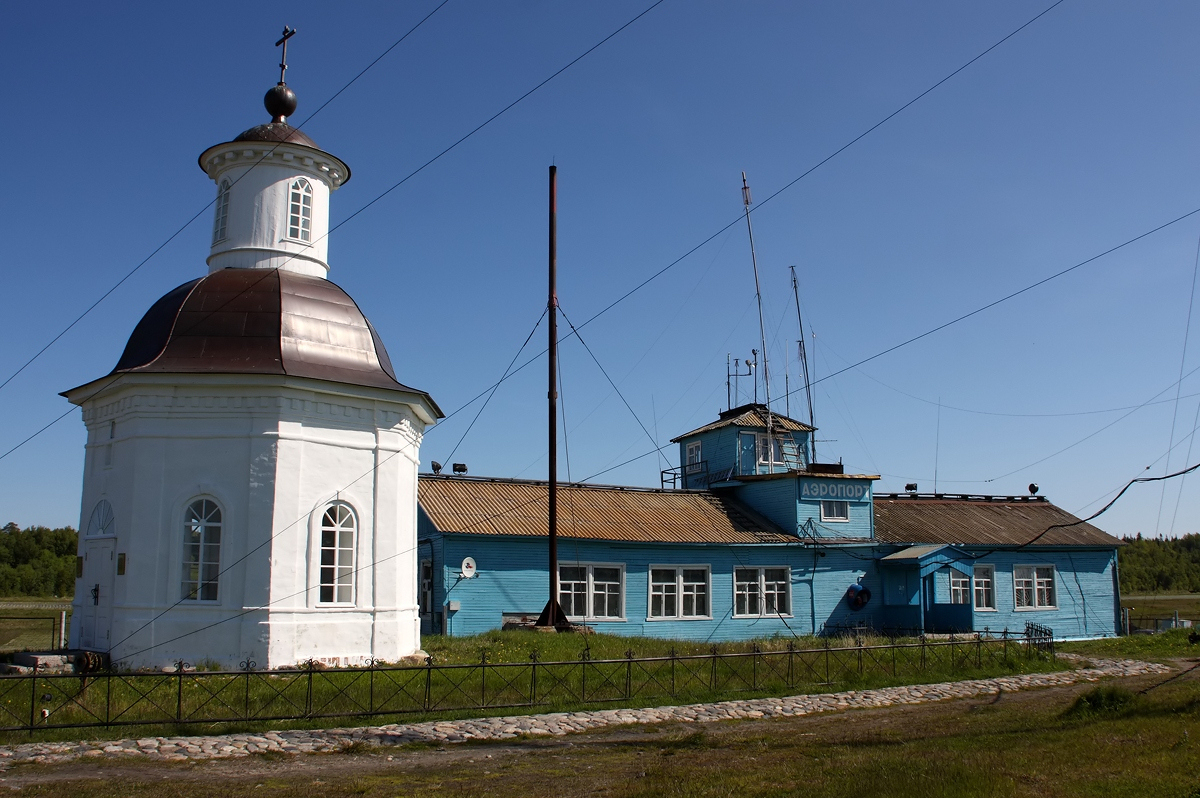
ソロフキ空港
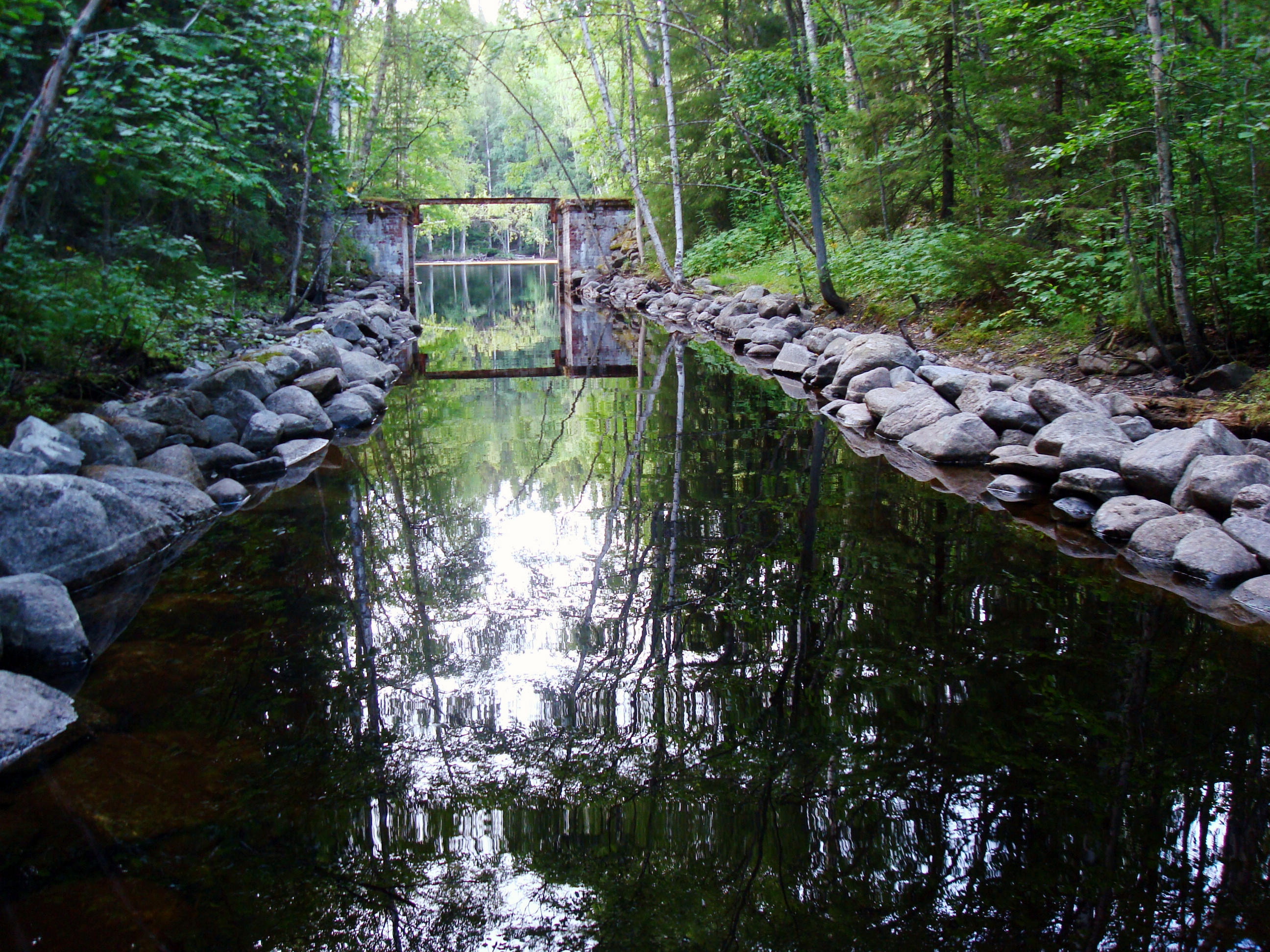
湖への入り口
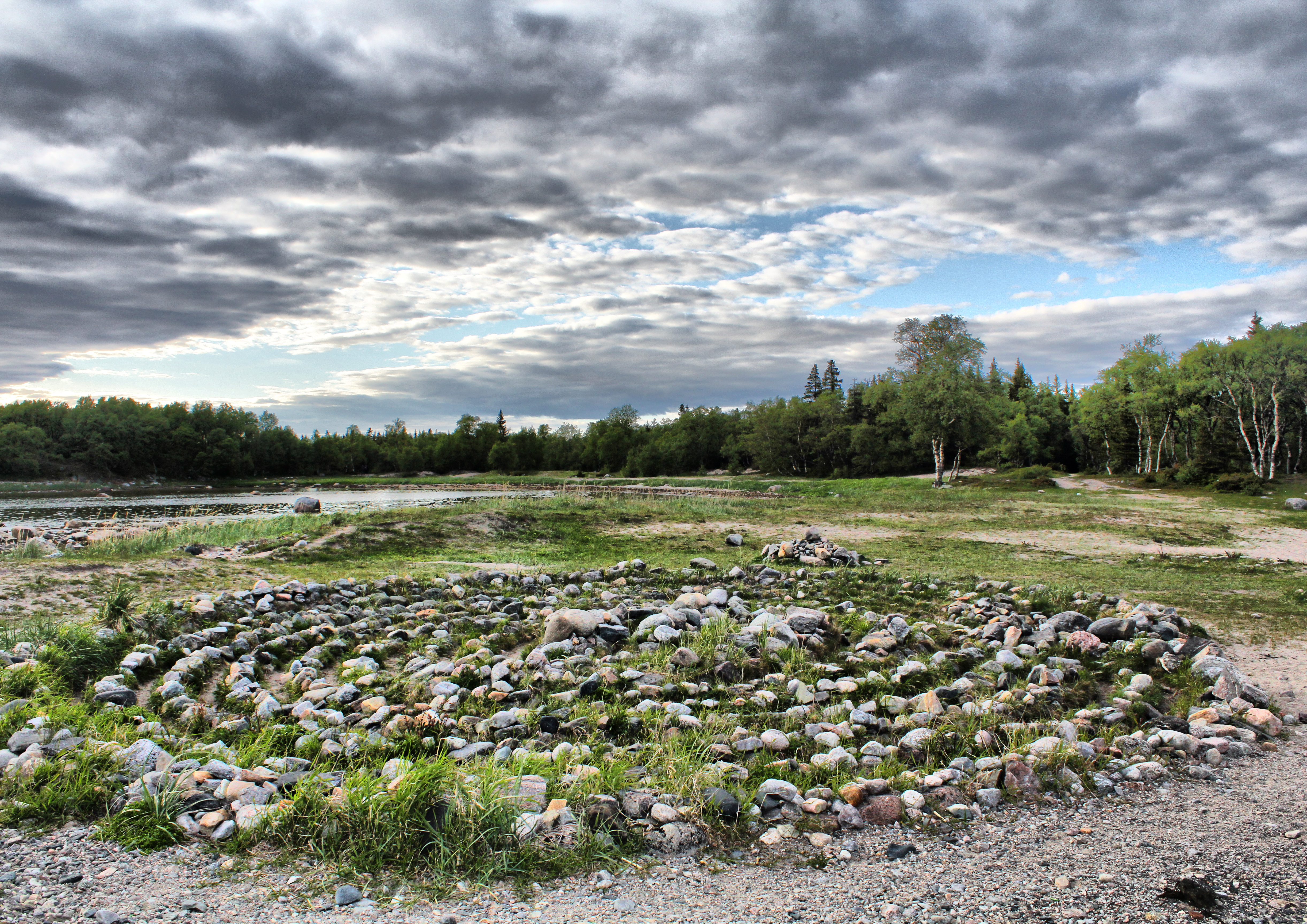
先住民族が残した石の迷路